# It’s Hard
It’s Hard ist das letzte Studioalbum der britischen Rockband The Who, das vor ihrer offiziellen zeitweiligen Trennung im Jahre 1983 veröffentlicht wurde. Nach Face Dances war es das zweite Album mit Schlagzeuger Kenney Jones, der nach Keith Moons Tod dessen Platz übernommen hatte. Veröffentlicht wurde es 1982 über Polydor. In England erreichte das Album Platz 11 der Album-Charts. In den USA kam es auf Platz 8 der Billboard Pop-Albums-Charts.
Die Meinungen über dieses Album gehen stark auseinander. Während es im Rolling Stone Magazine eine 5-Sterne-Bewertung bekam und als das vitalste Album seit Who’s Next bezeichnet wurde, halten viele Fans es für unmotiviert. Selbst Sänger Roger Daltrey sagte 1994: „I hated it. I still hate it. Hate it, hate it, hate it!“
Die Missgunst der Fans war jedoch nicht unbegründet. Das Gerücht kursierte, das Album sei nur aufgenommen worden, da die Band der US-amerikanischen Plattenfirma laut Vertrag noch ein Album schuldete.
Im Nachhinein betrachtet ist It’s Hard das wohl unbedeutendste Album der Band. Das von Townshend gesungene Eminence Front ist das einzige Stück des Albums, das auch heute noch bei Konzerten von The Who gespielt wird; für Fans zählt es sogar zu den besten Songs der Band. In den USA wurde das Lied im Dezember 1982 mit dem Stück One At A Time auf der B-Seite veröffentlicht. In Großbritannien entschied man sich dafür, Athena als Single auszukoppeln. Townshend hatte das Lied nach einer Begegnung mit Schauspielerin Theresa Russell („she's a bomb“) als Theresa geschrieben, dann zum Missfallen Daltreys entpersonalisiert.
1997 wurde It’s Hard digital remastert und auf CD mit vier Bonustracks wiederveröffentlicht. Bei den Bonusliedern handelt es sich um Liveaufnahmen vom 16. und 17. Dezember 1982 (Maple Leaf Gardens, Toronto, Kanada). Keyboarder bei dieser 1982er Tournee war Tim Gorman, der auch auf einigen Studioaufnahmen für das Album mitwirkte.

## Originale Titelliste
| 1.  | Athena                  | (Townshend) |
| 2.  | It’s Your Turn          | (Entwistle) |
| 3.  | Cook’s County           | (Townshend) |
| 4.  | It’s Hard               | (Townshend) |
| 5.  | Dangerous               | (Entwistle) |
| 6.  | Eminence Front          | (Townshend) |
| 7.  | I’ve Known No War       | (Townshend) |
| 8.  | One Life’s Enough       | (Townshend) |
| 9.  | One At A Time           | (Entwistle) |
| 10. | Why Did I Fall For That | (Townshend) |
| 11. | A Man Is A Man          | (Townshend) |
| 12. | Cry If You Want         | (Townshend) |

## ’97er Bonustracks
| 13. | It’s Hard (Live)       | (Townshend) |
| 14. | Eminence Front (Live)  | (Townshend) |
| 15. | Dangerous (Live)       | (Entwistle) |
| 16. | Cry If You Want (Live) | (Townshend) |